# Luis Eduardo Motoa
Luis Eduardo Motoa (Manizales, 26 de diciembre de 1959) es un actor de cine y televisión colombiano conocido por su papel de Carlos Alberto Franco en la serie más longeva del país, Padres e hijos

## Biografía
Inició su carrera actoral en 1989 interpretando a Joaquín en la telenovela Amar y vivir.

## Filmografía

### Televisión
| Año       | Título                                   | Personaje                      |
| --------- | ---------------------------------------- | ------------------------------ |
| 1988-1989 | Amar y vivir                             | Joaquín                        |
| 1990      | La rebelión de las ratas                 |                                |
| 1991      | El pasado no perdona                     | Felipe Santoyo                 |
| 1992      | Fronteras del regreso                    |                                |
| 1992      | Cambalache                               |                                |
| 1992      | Bendita mentira                          | Adolfo                         |
| 1993      | La fuerza del poder                      | Diego Poncel                   |
| 1993-2009 | Padres e hijos                           | Carlos Alberto Franco          |
| 1995      | Sobrevivir                               |                                |
| 1997      | Dos mujeres                              |                                |
| 1998      | La dama del pantano                      | Padre de Mariana               |
| 1999      | Julius                                   |                                |
| 2000      | Doble moral                              |                                |
| 2002      | Pedro el escamoso                        | Gustavo Martínez               |
| 2007      | Sobregiro de amor                        |                                |
| 2010      | Rosario Tijeras                          | Adonai 'El Rey de los Cielos'  |
| 2011      | La reina del sur                         | Antonio de las Casas           |
| 2011      | Tres Milagros                            | Rafael Peláez                  |
| 2012-2013 | Corazones blindados                      | General José María Arango      |
| 2013      | Allá te espero                           |                                |
| 2013      | Tres Caínes                              | Embajador de Estados Unidos    |
| 2014      | La viuda negra                           | Presidente de Colombia         |
| 2015      | Laura, la santa colombiana               |                                |
| 2016      | Sinú, río de pasiones                    | Gerardo Henao                  |
| 2016-2017 | La ley del corazón                       |                                |
| 2016-2017 | Hilos de Sangre Azul                     | Juan De Dios Cleves            |
| 2017      | Narcos                                   | Bernardo Gonzales              |
| 2018      | La mamá del 10                           | Clemente Velasco               |
| 2019-2020 | El general Naranjo                       | Ministro                       |
| 2021      | Café con aroma de mujer                  | Octavio Vallejo (Act especial) |
| 2022      | Arelys Henao, canto para no llorar       | Tano Henao                     |
| 2024      | Arelys Henao, aún queda mucho por cantar | Tano Henao                     |

## Cine
| Año  | Título       | Personaje        |
| ---- | ------------ | ---------------- |
| 1990 | Amar y vivir | Joaquín          |
| 2000 | Doble moral  | Dr. Pabon        |
| 2015 | La rectora   | Francisco Charry |

## Premios y nominaciones

### Premios TvyNovelas
| Año  | Categoría                        | Telenovela o serie | Resultado |
| ---- | -------------------------------- | ------------------ | --------- |
| 2011 | Mejor actor antagónico de serie  | Rosario Tijeras    | Nominado  |
| 2003 | Mejor actor protagónico de serie | Padres e hijos     | Nominado  |
| 2002 | Mejor actor protagónico de serie | Padres e hijos     | Ganador   |
| 2001 | Mejor actor protagónico de serie | Padres e hijos     | Nominado  |
| 2000 | Mejor actor protagónico de serie | Padres e hijos     | Nominado  |
| 1999 | Mejor actor protagónico de serie | Padres e hijos     | Ganador   |

- Datos: Q23705310